# Dyckia stolonifera
Dyckia stolonifera är en gräsväxtart som beskrevs av P.J.Braun och Esteves. Dyckia stolonifera ingår i släktet Dyckia och familjen Bromeliaceae. Inga underarter finns listade i Catalogue of Life.